# Hans-Uwe Emeis
Hans-Uwe Emeis (* 19. Januar 1931 in Kiel; † 31. Juli 1996 in Satrup) war ein deutscher Politiker der SPD. Als fraktionsloser Abgeordneter war er von 1975 bis 1976 Mitglied des Deutschen Bundestages.

## Leben
Nach dem Abitur 1952 in Kappeln absolvierte Emeis ein Lehramtsstudium an der Pädagogischen Hochschule Flensburg. 1954 legte er das Erste, 1959 das Zweite Staatsexamen für das Lehramt an Volksschulen ab. Ab 1961 studierte er Physik, Chemie und Sport in Kiel. Nach bestandener Prüfung für das Lehramt an Realschulen 1962 arbeitete er als Grund-, Haupt- und Realschullehrer.
Emeis trat 1961 der SPD bei. Er wurde 1962 in den Vorstand des SPD-Kreisverbandes Dithmarschen gewählt, als dessen Vorsitzender er von 1970 bis 1971 fungierte. Von 1971 bis 1973 war er Mitglied des Landesvorstandes der SPD Schleswig-Holstein.
Emeis war von 1965 bis 1971 Gemeindevertreter in Albersdorf und Kreistagsmitglied des Kreises Dithmarschen. Bei den Landtagswahlen 1971 und 1975 trat er jeweils als Direktkandidat für den Schleswig-Holsteinischen Landtag an, errang jedoch kein Mandat. Während seiner Kandidatur 1975 behauptete er auf Wahlveranstaltungen entgegen einem Schreiben, das er auf Anfrage an das Bundesverkehrsministerium erhalten hatte, dass für eine Unterquerung des Nord-Ostsee-Kanals bei Brunsbüttel „grünes Licht“ gegeben worden sei. Bundesminister Kurt Gscheidle hatte ihm aber mitgeteilt, dass diese „aus Kostengründen in absehbarer Zeit nicht möglich sei“.
Am 8. Dezember 1975 rückte Emeis für den verstorbenen Abgeordneten Friedrich Beermann über die Landesliste der SPD in den Deutschen Bundestag nach, wurde aber nicht Mitglied der SPD-Bundestagsfraktion. Da er nicht auf sein Bundestagsmandat verzichtete, leitete die Landesschiedskommission der SPD Schleswig-Holstein ein Ausschlussverfahren ein und schloss ihn im Februar 1976 aus der Partei aus. Mit Ablauf der Wahlperiode 1976 schied Emeis wieder aus dem Bundestag aus. Schließlich wurde die Brunsbütteler Querung des Nord-Ostsee-Kanals Anfang der 1980er Jahre mit dem Bau der Hochbrücke Brunsbüttel realisiert.